# White Spirit
White Spirit byla hard rocková kapela z Hartlepool v Anglii. Jejími členy byli Janick Gers, který hrál na kytaru, po rozpadu skupiny přešel k hard rockové skupině Gillan, poté hrál společně s Bruce Dickinsonem, se kterým dnes hraje ve skupině Iron Maiden. Dalšími členy byli Bruce Ruff - zpěv, Malcolm Pearson - klávesy, Phil Brady - baskytara a Graeme Crallen hrál na bicí.

## Diskografie

### Studiová alba
- 1980: White Spirit